# شکار (فیلم ۱۸۹۹)
مومیجیگاری یا شکار (انگلیسی: Momijigari) یک فیلم ژاپنی در سبک مستند و صامت به کارگردانی سونکیچی شیباتا است که در سال ۱۸۹۹ منتشر شد. این اثر، ضبطی از بازیگران کابوکی، اونوئه کیکوگورو V و ایچیکاوا دانجورو IX است که صحنه‌ای از نمایش کابوکی مومیجیگاری را اجرا می‌کنند. این قدیمی‌ترین فیلم ژاپنی موجود و اولین فیلمی است که به عنوان یک اثر فرهنگی مهم تعیین شده است.

## محتوای فیلم
این فیلم صحنه‌ای را نشان می‌دهد که در آن تایرا نو کورموچی، مومیجی، دیوی مؤنث که خود را به شکل ساراشیناهیمه درآورده است، را شکست می‌دهد.